# Geogryllus
Geogryllus is een geslacht van rechtvleugeligen uit de familie krekels (Gryllidae). De wetenschappelijke naam van dit geslacht is voor het eerst geldig gepubliceerd in 2009 door Otte & Perez-Gelabert.

## Soorten
Het geslacht Geogryllus omvat de volgende soorten:
- Geogryllus ametros Otte & Perez-Gelabert, 2009
- Geogryllus amplior Otte & Perez-Gelabert, 2009
- Geogryllus arndti Randell, 1964
- Geogryllus babylas Otte & Perez-Gelabert, 2009
- Geogryllus bondi Randell, 1964
- Geogryllus chledos Otte & Perez-Gelabert, 2009
- Geogryllus delphis Otte & Perez-Gelabert, 2009
- Geogryllus dosenos Otte & Perez-Gelabert, 2009
- Geogryllus dyscheres Otte & Perez-Gelabert, 2009
- Geogryllus excavator Otte & Perez-Gelabert, 2009
- Geogryllus illotus Otte & Perez-Gelabert, 2009
- Geogryllus insulanos Otte & Perez-Gelabert, 2009
- Geogryllus jamaicensis Otte & Perez-Gelabert, 2009
- Geogryllus lostos Otte & Perez-Gelabert, 2009
- Geogryllus nesion Otte & Perez-Gelabert, 2009
- Geogryllus ochleros Otte & Perez-Gelabert, 2009
- Geogryllus oryctes Otte & Perez-Gelabert, 2009
- Geogryllus rufipes Redtenbacher, 1892
- Geogryllus sensilis Otte & Perez-Gelabert, 2009
- Geogryllus uhleri Randell, 1964